# Microsynotaxus
Microsynotaxus là một chi nhện trong họ Physoglenidae.

## Các loài
- Microsynotaxus calliope Wunderlich, 2008
- Microsynotaxus insolens Wunderlich, 2008